# 托里霍德拉卡尼亚达
托里霍德拉卡尼亚达，是西班牙阿拉贡自治区萨拉戈萨省的一个市镇。 总面积75平方公里，总人口343人（2001年），人口密度5人/平方公里。